# Tilletia eleusines
Tilletia eleusines är en svampart som beskrevs av Syd. & P. Syd. 1934. Tilletia eleusines ingår i släktet Tilletia och familjen Tilletiaceae.   Inga underarter finns listade i Catalogue of Life.